# 葵涌大窩口道至禾塘咀街升降機及行人通道系統
葵涌大窩口道至禾塘咀街升降機及行人通道系統，俗稱「百步梯」升降機，是香港新界葵青區的斜行升降機系統，由萊茵電梯設計，連接大窩口道與禾塘咀街，便利葵涌邨居民下山前往葵興站與前往光輝圍購物。「百步梯」升降機是香港首組公用斜道升降機系統，依山而建，設兩台升降機，每台升降機可同時接載24人，平均每日單程運行约1,200次，大窩口道與禾塘咀街之間上下山的路程在「百步梯」升降機啓用後大幅縮減至1分鐘。然而，「百步梯」升降機在啓用後因部分使用者將之視同貨運升降機，並利用其搬運重物，以致故障頻生，故須經常停用維修，有時更出現兩台升降機同時維修的情況。

## 歷史

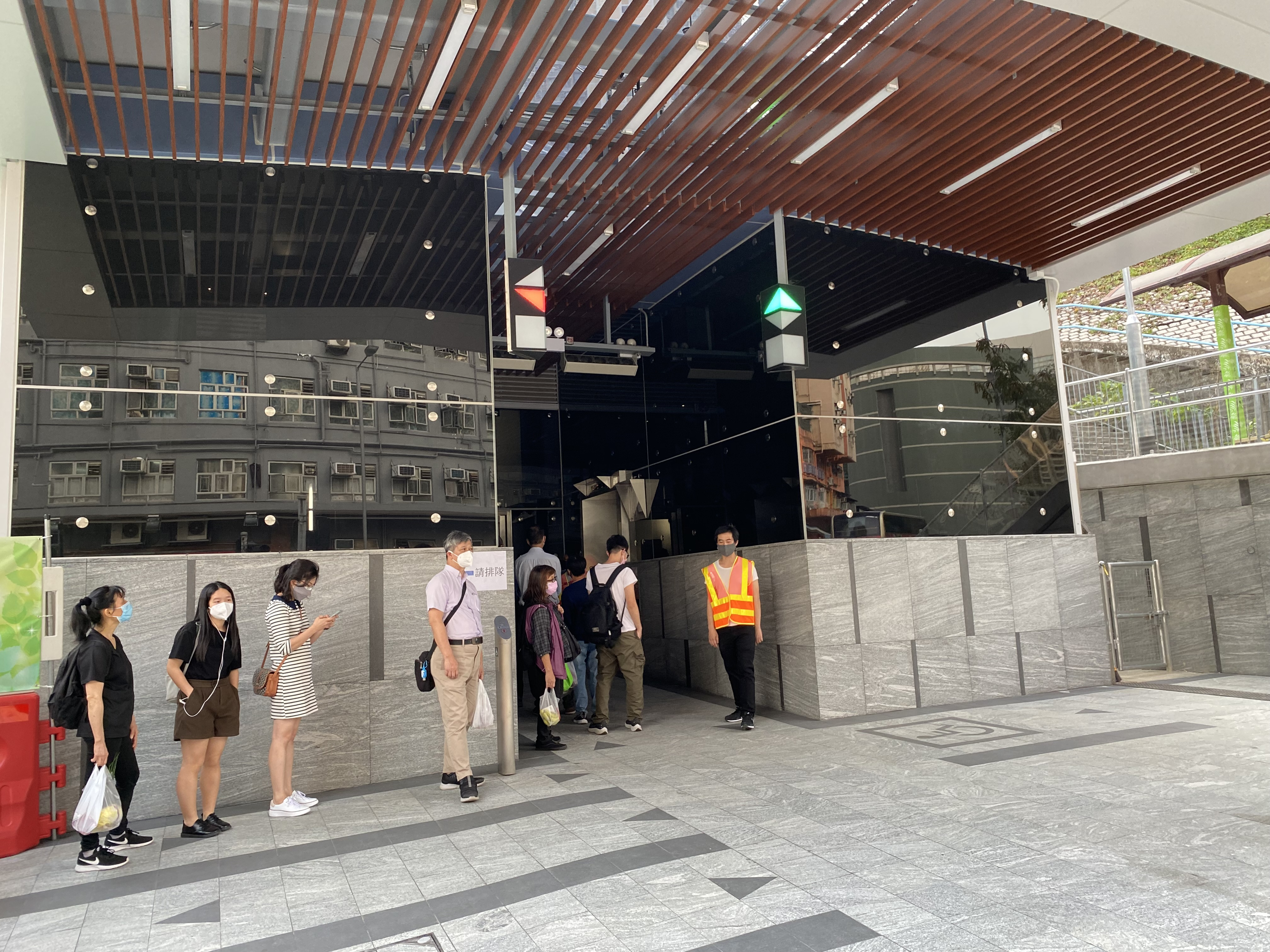
「百步梯」升降機啓用後排隊等候乘搭的人

半山上的葵涌邨與山下的禾塘咀街、光輝圍之間在以前僅以全長119級的「百步梯」直接連接，而「百步梯」是葵涌邨居民前往山下食肆、商舖的必經之路。葵涌邨居民在1999年註冊的「葵涌邨居民權益關注組」為此在2002年去信時任房屋及規劃地政局局長孫明揚，要求於「百步梯」旁興建升降機。街坊工友服務處的黃潤達在2007年香港區議會選舉中當選葵青區議會葵涌邨選區區議員後即組織葵涌邨居民到運輸及房屋局為此靜坐請願，後又於2009年在「百步梯」上坡旁邊的位置向時任運輸及房屋局副局長邱誠武再次為此請願。
2009年，時任香港特別行政區行政長官曾蔭權提出興建18個「上坡地區自動扶梯連接系統和升降機系統」項目，其中「百步梯」升降機獲評為第11個建議項目，而路政署建議該18個項目分兩批實行，先完成首10項，然後再考慮是否完成餘下8項。關注組為使「百步梯」升降機早日落成，與時任香港特別行政區行政會議成員、安老事務委員會主席梁智鴻會面，並邀請梁智鴻試走「百步梯」，結果梁智鴻走「百步梯」亦走到喘氣，梁智鴻遂向路政署提議加快進行「百步梯」升降機的項目。
經不同黨派及地區團體多番跟有關部門磋商並發起聯署後，香港特別行政區政府在2016年接納由政府興建斜道升降機系統的建議，並將之納入《2016年至2017年度香港政府財政預算案》中，惟當年有部分香港立法會議員就財政預算案進行拉布，使興建「百步梯」升降機的撥款一度被拖延，而立法會直至2017年方通過约2.5億港元的撥款用於興建「百步梯」升降機。興建「百步梯」升降機的工程項目於2019年2月1日招標，同年约3月上旬展開工程，於2021年末完工，最終工期為33個月，惟直至2022年4月6日下午方正式啓用。

## 設計
「百步梯」升降機由萊茵電梯設計，是香港首組公用斜道升降機系統，此前萊茵電梯曾為愉景灣悅堤與大澳文物酒店設計斜道升降機系統。「百步梯」升降機由兩台斜道升降機組成，全長35.378（116.07英尺），兩者高度差距约19（62英尺），即约7層樓的高度，與禾塘咀街端的地面成32度的傾角。兩台升降機每台可同時接載24人，平均每日單程運行约1,200次，升降機的按鍵亦設有無接觸式設計。
「百步梯」升降機依山而建，而由於葵涌邨一帶地勢較高，加上高樓住宅林立，「百步梯」升降機採斜道升降機設計可減低對周邊環境的影響，並可同時設全自動無障礙通道供乘客直接及舒適地上落斜坡，省卻使用垂直升降機前後步行一段高架行人路的需要。此外，考慮到香港的天氣與環境，「百步梯」升降機獲加設上蓋，免使升降機與其機件日曬雨淋，以減低損耗與維修支出。「百步梯」升降機啓用後，大窩口道與禾塘咀街之間上下山的路程大幅縮減至1分鐘，使葵涌邨居民前往葵興站與前往光輝圍購物變得更為便利。

## 故障
「百步梯」升降機在啓用後故障頻生，故須經常停用維修。路政署資料顯示「百步梯」升降機自啓用起半年內已錄得6次故障，即啓用後平均每月都曾故障並暫停服務，其中2次為電纜或相關拖鏈故障、3次為信號故障、1次為短暫停電。「百步梯」升降機雖然同時設有兩台斜道升降機，惟兩台斜道升降機同時維修的情況亦曾出現。「百步梯」升降機故障頻生的原因之一為部分使用者將「百步梯」升降機視同貨運升降機，並利用其搬運重物，撞壞升降機門並加劇耗損。時任立法會議員陳穎欣與吳傑莊亦在2022年9月20日就此前往香港特別行政區政府總部請願，並向運輸及物流局遞交逾2,000名葵涌邨居民的聯署。路政署為此強調「百步梯」升降機屬客運用途，並勸諭使用者避免貨運，以免令升降機系統超出負荷，而承建商亦在當眼地方張貼告示，提醒使用者留意升降機超重的情況。

## 電視節目
香港電台電視節目《香港故事》此時此地第7集（長樓梯的連結）拍攝了「百步梯」升降機興建前的居民生活日常。